# Благоево (Удорски район)
 За други селища със същото име вижте Благоево.  
Благоево (на руски: Благоево) е селище от градски тип в Русия, разположено в Удорски район, автономна република Коми. Населението му през 2010 година е 2442 души.
В него са живели българи, работили в рамките на дългосрочния договор между Народна република България и СССР за дърводобив в Коми.

## История
През декември 1967 г. е подписано споразумение между Съветския съюз и Народна република България за сътрудничество в областта на добива на дървесина на територията на СССР за нуждите на тогавашното народно стопанство на НРБ. 2 мес. по-късно в Удорския район на Коми АССР пристигат български строители, които започват да изграждат в суровите условия на руския север първото от планираните 3 предприятия за дървесина и жилища за работниците. След 8 години в тайгата на Коми са построени 3 големи селища – Усогорск, Благоево и Междуреченск.

## Физико-географски характеристика
Селището е разположено в района между река Вашка и нейният приток, река Веню.

## Население
| Година | Население |
| ------ | --------- |
| 1979   | 5033      |
| 1989   | 4695      |
| 2002   | 2640      |
| 2010   | 2442      |